# يون شي يون
يون شي يون هو ممثل كوري جنوبي ولد في 26 سبتمبر 1986.

## روابط خارجية
يون شي يون على موقع IMDb (الإنجليزية)
- يون شي يون على موقع قاعدة بيانات الفيلم (الإنجليزية)
- يون شي يون على موقع كينوبويسك (الروسية)